# Шоко
Карлос Роберто Кастро да Силва (порт. Carlos Roberto Castro da Silva; род. 12 июня 1971, Порту-Алегри), более известный как Шоко (порт. Choco, Chôco) — бразильский футболист, игрок в мини-футбол, тренер. Более всего известен выступлениями за сборную Бразилии по мини-футболу, бразильские клубы, испанский «Бумеранг Интервью» и российский «Норильский никель».

## Биография
Долгое время Шоко выступал в бразильских клубах, в которых неоднократно становился обладателем Чаши Бразилии, что в те времена приравнивалось к чемпионству страны, и своей яркой игрой он заслужил приглашение в сборную Бразилии по мини-футболу. Звёздным часом Шоко стал чемпионат мира 1996 года. Его хет-трик в ворота сборной России вывел бразильцев в финал, где он также отличился забитым мячом и помог своей команде выиграть чемпионский титул. Всего Шоко забил на турнире 10 мячей и стал вторым его бомбардиром после своего соотечественника Мануэла Тобиаса.
В 1998 году бразилец перебрался в Европу. Два сезона он отыграл в испанском «Бумеранг Интервью», а в середине сезона 2000/01 перебрался в российский «Норильский никель», где помог «полярникам» выиграть серебро чемпионата. В следующем сезоне игроки «Норильского никеля» улучшили это достижение, став чемпионами страны, а Шоко был признан лучшим игроком того первенства.
В ноябре 2002 года Шоко покинул норильский клуб. Спустя некоторое время он объявился в казахстанском «Кайрате», став одним из первых бразильцев в казахстанском чемпионате. При его участии алматинская команда выиграла первое золото чемпионата в своей истории. Шоко играл в «Кайрате» до весны 2005 года. После этого он выступал за бразильские и итальянские клубы.

## Достижения
- Чемпион мира по мини-футболу: 1996
- Победитель Кубка Америки (2): 1997, 1998
- Неоднократный чемпион и обладатель Чаши Бразилии
- Чемпион штата Риу-Гранди-ду-Сул (2): 1991, 1996
- Чемпион России по мини-футболу: 2001/02
- Чемпион Казахстана по мини-футболу (2): 2003/04, 2004/05

Личные:
- Лучший игрок чемпионата России: 2001/02
- Лучший игрок Золотой серии чемпионата штата Риу-Гранди-ду-Сул: 1996